# Gewerbeordnung (Deutschland)
Die Gewerbeordnung (GewO) ist ein deutsches Gesetz, das die Gewerbefreiheit inhaltlich bestimmt und beschränkt. Sie wurde 1869 als „Gewerbeordnung für den Norddeutschen Bund“ erlassen.
Der Geltungsbereich wurde infolge der Gründung des Deutschen Reichs ausgedehnt (z. B. für das Königreich Bayern durch Gesetz zum 12. Juli 1872).
Durch die Neubekanntmachung von 1883 wurde sie in „Gewerbeordnung für das Deutsche Reich“ umbenannt und gilt unter dem Titel „Gewerbeordnung“ mit vielen Änderungen in ihren Grundzügen bis heute.

## Regelungsgehalt
Grundsätzlich ist das Betreiben eines Gewerbes erwünscht. Notwendig ist daher in der Regel keine Erlaubnis, sondern allein eine Anmeldung. Die Bestimmungen einzelner Gewerbe werden durch die Gewerbeordnung konkretisiert. Zudem wird das Arbeitsverhältnis oder der Arbeitsvertrag durch die Vorschriften der §§ 105 bis 110 Gewerbeordnung näher bestimmt (Arbeitszeugnis, Direktionsrecht usw.).
Die Gewerbeordnung dient darüber hinaus auch der Gefahrenabwehr. Die Strafvorschriften der Gewerbeordnung (§§ 148–148b) gehören zum Nebenstrafrecht. Die Gewerbeordnung enthält auch die Regelungen zum Gewerbezentralregister beim Bundesamt für Justiz.
Die Europäische Dienstleistungsrichtlinie wurde mit Wirkung vom 28. Dezember 2009 in die Gewerbeordnung eingearbeitet und somit in nationales Recht umgesetzt.

## Geltung in anderen Rechtsordnungen
Die deutsche Gewerbeordnung gilt als Code local des professions (Gesetz vom 26. Juli 1900) im Elsass sowie im Département Moselle weiter.